# Nogueira (Montederramo)
Nogueira (llamada oficialmente Santa María de Nogueira) es una parroquia y un lugar del municipio español de Montederramo, en la provincia de Orense, Galicia.

## Organización territorial
La parroquia está formada por cinco entidades de población:
- Ferrón
- Moás
- Nogueira
- Retorta (A Retorta)
- Vigueira (Vigueira de Abaixo)

## Demografía

### Parroquia
| Gráfica de evolución demográfica de Nogueira (parroquia) entre 2000 y 2022 |
|                                                                            |
| Datos según el nomenclátor publicado por el INE.                           |

### Lugar
| Gráfica de evolución demográfica de Nogueira (lugar) entre 2000 y 2022 |
|                                                                        |
| Datos según el nomenclátor publicado por el INE.                       |